# Pirosszarvú guán
A pirosszarvú guán (Oreophasis derbianus) a madarak osztályának tyúkalakúak (Galliformes) rendjébe és a hokkófélék (Cracidae) családjába tartozó Oreophasis nem egyetlen faja.

## Rendszerezés
A családban a legközelebbi rokonai az Ortalis, valamint a Nothocrax, Pauxi és a Crax nembe tartoznak.

## Előfordulása
Mexikó déli részén és Guatemala területén honos.

## Megjelenése
Testhossza  84 centiméter. Fényes fekete tollazata, fehéren pettyezett fekete nyaka van, a mell és a felső hasa fehér. Fekete farkán fehér sáv van. Vörös szarvat és kis vörös lebernyeget visel.

## Életmódja
Gyümölcsökkel, virágokkal és levelekkel táplálkozik, ritkán gerincteleneket is fogyaszt.

## Külső hivatkozások
- Képek az interneten a fajról
- Internet Bird Collection - videó a fajról